# .pro
O domínio .pro é um domínio genérico de primeiro nível no Sistema de Nomes de Domínios da Internet. Seu nome é derivado de "profissional", indicando a sua utilização por profissionais qualificados. O domínio foi lançado originalmente em junho de 2004 com suas inscrições restritas a advogados, contadores, médicos e engenheiros na França, Canadá, Alemanha, Reino Unido e dos Estados Unidos.
Em março de 2005, o secretário EnCirca introduziu seu serviço ProForwarding controverso que permitiu indivíduos e empresas registar domínios .pro através de uma procuração, por US$ 99,00. O total de registros chegou a 6.899 em janeiro de 2008. Após a consulta com a ICANN, o domínio foi relançado em setembro de 2008 com um mandato mais amplo para incluir profissionais do governo certificadoss em todos os países. Inscritos são obrigados a auto-certificar a sua situação profissional e concordar com os termos de uso antes do registro e, posteriormente, fornecer informações sobre a licença de execução.
O site oficial descreve o domínio de critérios de elegibilidade da seguinte forma:
- O candidato fornece serviços profissionais.
- O candidato é admitido ou licenciado por um órgão de certificação do governo ou entidade licenciadora de competência reconhecida por um órgão governamental que verifica regularmente a precisão de seus dados.
- O candidato está em boa posição com a autoridade de licenciamento.

O registro do domínio permite o registo de subdomínios e domínios de terceiro nível, nos seguintes domínios de segundo nível:
- Profissões jurídicas: law.pro, avocat.pro, bar.pro, jur.pro
- Contabilidade: cpa.pro, aaa.pro, aca.pro, acct.pro
- Profissionais de saúde: med.pro
- Engenharia: eng.pro

Em julho de 2010, os domínios passam a ser registrados através de 39 registradores de domínio credenciado. Em 2010, o número de domínios registrados ultrapassou 45 mil com a maioria dos domínios nos Estados Unidos (42%), seguido pela França (24%) e Rússia (5%).